# Jean-Claude Grumberg
Jean-Claude Grumberg és un dramaturg, guionista i escriptor francès, nascut a París el 26 de juliol de 1939.

## Biografia
El seu pare i els seus avis, d'origen jueu, van ser detinguts davant seu a París el 1942, i posteriorment deportats. Mai varen retornar. El seu germà i ell varen ser acollits al centre infantil Moissac. Aquest trauma acompanyarà tot el seu treball.
Abans de convertir-se en dramaturg, Jean-Claude Grumberg va exercir diversos oficis, incloent la sastreria, una experiència que utilitzarà a la seva obra L'Atelier. Va descobrir el teatre com a actor de la companyia Jacques Fabbri. Va debutar com a escriptor amb Demain, une fenêtre sur rue (1968), i alguns textos curts, com Rixe, que es representarà a la Comédie-Française. Escriu sobre la mort del seu pare en els camps d'extermini nazis: Maman revient pauvre orphelin, Dreyfus (1974), L'Atelier (1979) i Zone libre (1990).
El 1998, L'Atelier, peça representada al Théâtre Hébertott de Paris, va obtenir un gran èxit i el 1999 va rebre el premi Molière a la millor obra de repertori.
Jean-Claude Grumberg va rebre el Gran Premi de l'Acadèmia Francesa el 1991 i el Gran Premi SACD (atorgats per la Société des auteurs et compositeurs dramatiques) el 1999, pel conjunt de la seva obra.
El 1999 va escriure Le Petit Violin, una obra infantil. A partir d'aquest moment, també es converteix en autor de literatura infantil inclòs a la llista oficial d'obres escolars publicada pel Ministère de l'Éducation Nationale.
La seva obra Pour en finir avec la question juive (2013) / "Ser-ho o no, per acabar amb la qüestió jueva", Pagès Editors (2015), ha estat traduïda al català per Salvador Oliva i va ser representada al Teatre Lliure la temporada 2015-2016, amb dramatúrgia i direcció de Josep Maria Flotats.